# Palo Alto (groupe)
Pour les articles homonymes, voir Palo Alto (homonymie).
Palo Alto est un groupe de musique expérimentale français, originaire de Paris. Il est formé au cours de l’année 1989 par Jacques Barbéri, Denis Frajerman, Philippe Masson et Philippe Perreaudin. Dans ses premières interviews, le groupe revendique une filiation musicale avec Tuxedomoon, et plus largement avec la collection Made to Measure (Crammed Discs). Par la suite, il ne cachera pas son intérêt pour des formations comme Art Zoyd, The Legendary Pink Dots, Coil, The Residents, Can ou Cabaret Voltaire. La science-fiction sous toutes ses formes (littérature, cinéma, illustration…) est une référence récurrente dans l'œuvre du groupe.

## Biographie

### Années 1990
En 1990, Palo Alto sort une première cassette (Le Clos) sur le label Italien Old Europa Cafe. Les compositions de l’époque sont très écrites. Il s’agit principalement d’instrumentaux dans lesquels la mélodie est centrale. Dès leur premier album (Grands succédanés, Organic, 1992), l’improvisation fait son apparition. Cette orientation s’accentue au cours des années suivantes avec la sortie de l'album Trash et artères (1994). Il faudra attendre 1997 et l’album Le Disque dur (Organic) pour retrouver des morceaux très écrits. 
1997 est par ailleurs une année charnière dans l'histoire du groupe : c’est le départ de Philippe Masson (clarinette) et le changement de cap vers le « collectif à géométrie variable ». Palo Alto adopte alors une structure plus légère, permettant aux trois membres restant de fonctionner en modules restreints, voire en solo. À partir de 1998, les projets et les rencontres (Laurent Pernice, Eric Roger (Gae Bolg), Rhys Chatham…) se multiplient.

### Années 2000
Palo Alto entame les années 2000 avec un album de remixes, Pogs Box (Organic/Land) par Norscq, Laurent Pernice, Phil Von… 
En 2003, le groupe fonde Halte aux Records, un label consacré à la sortie de ses archives et à la réédition de certains groupes phares de la scène expérimentale française des années 1980 (Ptôse, Un Département, The Grief). En juin de la même année, Palo Alto remonte sur scène à Toulouse. Le groupe déclare vivre cette expérience comme une sorte de nouveau départ. C’est aussi l’occasion pour eux de vérifier que le récent virage électronique fonctionne live. Le style change, les influences industrielles refont surface et sont désormais assumées. Lors des concerts, la projection de vidéos est désormais systématique et les textes sont de plus en plus présents. Il faut dire que depuis toujours, le groupe est très influencé par certains auteurs et il n’est pas rare de voir des références à Antoine Volodine, Thomas Pynchon, Philip K. Dick ou J. G. Ballard au sein de la discographie. Les textes de Jacques Barbéri, par ailleurs écrivain de science-fiction, sont maintenant largement intégrés.
En 2004, le groupe sort la compilation Ignoble vermine : A Tribute to Ptôse. Les projets conçus et réalisés en 2004 et 2005 se réalisent en 2006 : participation à un album collectif, titres inédits, en hommage au groupe anglais Coil sur le label breton Rotorelief, un livre-CD autour du collectif littéraire Limite (éditions La Volte), un album de reprises de Tuxedomoon conçu et réalisé par Ph. Perreaudin sur le label Optical Sound (avec Scanner, Ramuntcho Matta, Simon Fisher Turner, etc.) et la création du spectacle Fais voile vers le soleil dont la première se déroule au Lieu unique (scène nationale), à Nantes, le 2 novembre.
En 2007, Palo Alto sort Mondocane, un album coécrit avec Klimperei sur le label américain AcidSoxx Musicks. Le groupe joue à Rennes et, pour la première fois depuis longtemps, à Paris. L’année 2008 débute avec la sortie de Terminal sidéral, un album live accompagné d’un DVD regroupant plusieurs vidéos réalisées par Gilles Benejam. Le jour de la sortie de l’album, Palo Alto donne un concert à Bruxelles, puis à l’automne, le groupe est invité au festival L’Étrange Musique. L’année se termine avec la sortie du film Louise Michel de Benoît Delépine et Gustave Kervern (participation à la BO) et en décembre, le groupe présente au Lavoir Moderne à Paris une première version d’un nouveau spectacle dédié à l’écrivain britannique J. G. Ballard intitulé Slowing Apocalypse. Invité par les grands festivals français de science-fiction, Palo Alto donnera en 2009 des représentations de Slowing Apocalypse à Épinal, puis à Nantes, avant de finir l’année devant le public du Carré d’art de Nîmes.

### Années 2010
Au début de l'année 2010, le label Le Cluricaun édite Cinq faux nids, six faux nez, un album enregistré en 2004 avec le groupe Déficit des Années Antérieures. Cette même année, le label Infrastition fête les 20 ans de Palo Alto en sortant une anthologie intitulée Time Capsule 1990–2010. Pour sa programmation 2011, Le Cube d'Issy les Moulineaux invite Palo Alto et lui commande une création. Le groupe profite de cette carte blanche pour adapter La Chasse au Snark de Lewis Carroll. Le texte est retravaillé par Jacques Barbéri, et Jérôme Lefdup réalise en vidéo les huit crises de la structure originale du récit. La première représentation se déroule le 26 mai 2011 au Cube. En 2012, le label Optical Sound sort le projet Objets noirs et choses carrées. Conçu par un des membres du groupe (Philippe Perreaudin), cet album rend hommage à Nino Ferrer à travers une quinzaine de reprises (Étienne Charry, Bernard Szajner, J. G. Thirlwell…).
En 2013, le label du groupe (en collaboration avec Infrastition) réédite les deux derniers albums de Ptôse, The Swoop (1984) et Face de Crabe (1986). Un album live inédit enregistré en 1983 et réservé aux souscripteurs accompagne cette sortie. Le 2 juillet, Palo Alto se produit en plein air à Gardanne, dans les Bouches-du-Rhône. En 2014, un livre décliné du spectacle La Chasse au Snark est publié.
L’année 2015 est consacrée à la composition et à l’enregistrement de plusieurs titres destinés à des compilations célébrant une série de 30e anniversaires : la création de l’émission de radio La Nuit des Sauriens (Sens, France), la sortie de l’album Asylum de The Legendary Pink Dots et celle de la cassette espagnole Le défilé des épaves. Parallèlement, Philippe Perreaudin sollicite plusieurs musiciens pour rendre hommage à Half-Mute, premier album de Tuxedomoon sorti sur Ralph Records en 1980. A cette occasion, Palo Alto enregistre une reprise du titre Volo Vivace avec Steven Brown au saxophone. Ces différents projets sont sortis tout au long de l’année 2016.
En mai 2016, l’éditeur La Volte sort une nouvelle version du texte de Jacques Barbéri, Mondocane. Le livre contient un CD avec la musique que Palo Alto et Klimperei avaient enregistrée 9 ans plus tôt. A cette occasion, l’album est entièrement remasterisé et enrichi de trois titres inédits. En fin d’année, le groupe se retrouve en studio à Marseille pour l’enregistrement de l'album-concept Phantom Cosmonauts. Le disque sort en vinyle le 9 septembre 2017 sur le label allemand Psychofon Records. Il s’agit d’un split conçu avec Ptôse sur lequel chaque groupe occupe une face. Les titres de ce disque font référence à la théorie des cosmonautes fantômes et aux travaux de Achille et Giambatista Judica-Cordiglia, deux frères radioamateurs italiens ayant prétendu avoir enregistré les communications de plusieurs missions spatiales soviétiques secrètes dans les années 1960.
En novembre 2017, le groupe entre en studio pour participer à un appel à projets lancé par The Residents. Il s’agit de reprendre un titre issu du répertoire du groupe californien. Le choix de Palo Alto se porte sur Theme for an American TV Show. Cette reprise est retenue par les responsables du projet, puis se retrouve dans le top 10 à la suite des votes du public. The Residents réalisent un montage de 120 reprises (sur 197 reçues) parmi lesquelles celle de Palo Alto. La version complète de la reprise sera publiée sur l’album vinyle I Am A Resident! sorti en août 2018 sur le label anglais Cherry Red Records.
En 2019, Philippe Perreaudin et Walter Robotka (responsable du label viennois Klanggalerie) conçoivent ensemble un album hommage à Hardy Fox (The Residents) disparu à la fin de l’année 2018. Cet album sort en juillet. Parallèlement, Palo Alto monte un spectacle (musique et vidéo) pour accompagner l’auteur de science-fiction Alain Damasio lors des lectures publiques de son roman Les Furtifs. La première représentation (création) se déroule le 30 mai 2019 à La Criée, Théâtre National de Marseille. Le reste de l’année est consacré à l’enregistrement et à la production en studio d’un concept-album autour du philosophe Gilles Deleuze.

### Années 2020
Les années 2020 commencent par la sortie du double album Difference and Repetition : a Musical Evocation of Gilles Deleuze sur le label belge Sub Rosa (15 octobre 2020). Pour ce projet, Palo Alto s’entoure de Rhys Chatham, d’Alain Damasio, de Richard Pinhas et de Thierry Zaboitzeff (Art Zoyd). Le disque, publié à l'occasion des 30 ans du groupe, présente 4 longues plages hypnotiques (une par face). A son sujet, Palo Alto déclare avoir voulu rendre hommage au double album Third de Soft Machine sur la forme et à Gilles Deleuze sur le fond.
Quatre clips (réalisés par Jérôme Lefdup, Caroline Sury / Ameline Ludovic, Wrong Time et Karel Pairemaure) accompagnent la sortie de l’album. 
En 2021, le groupe publie un 45t contenant Vecteur d’abolition, un titre inédit sur lequel la voix de Gilles Deleuze est présente (Sub Rosa, 2021). 
L’album et le 45t feront l'objet d’un concert unique le 9 novembre 2022 à Angers (Le Chabada) avec Richard Pinhas et Alain Damasio dans le cadre d’un symposium international consacré à Gilles Deleuze organisé par l’École supérieure d’art et de design d’Angers.
Parallèlement, Palo Alto joue Les Furtifs avec Alain Damasio dans différents festivals en France et en Belgique. Le spectacle est programmé en janvier 2023 à La Maroquinerie (Paris) dans le cadre d’une soirée organisée par le magazine Gonzaï. Une captation est réalisée à cette occasion. Le 1er avril de la même année, le label rennais InPolySons annonce vouloir rendre hommage aux Poppys. Plusieurs artistes, dont Palo Alto, s’enthousiasment et le poisson d’avril se transforme en projet. Pour sa reprise spoken word de Jésus révolution, le groupe invite l’artiste américain Black Sifichi. 
L’année 2024 est consacrée aux Furtifs. Parallèlement à la poursuite de la tournée, le groupe travaille sur le mixage et le montage de la captation de La Maroquinerie. Des remixes de la musique du spectacle sont commandés à huit artistes.
En 2025, afin de célébrer les 35 ans du premier album (Le Clos), les labels Klanggalerie (Autriche) et ADN (Italie) sortent The Persistence Of Memory: Early Tapes 1990-1993, un double CD contenant les 3 premières cassettes sorties par le groupe. A cette occasion, les bandes originales sont numérisées, restaurées et le son remasterisé.